# Élections sénatoriales de 1989 en Gironde
Les élections sénatoriales en Gironde ont eu lieu le dimanche 24 septembre 1989. 
Elles ont eu pour but d'élire les sénateurs représentant le département au Sénat pour un mandat de neuf années.

## Contexte départemental
Lors des élections sénatoriales du 28 septembre 1980 dans la Gironde, cinq sénateurs ont été élus.
Depuis, tous les effectifs du collège électoral des grands électeurs ont été renouvelés, avec les élections législatives de 1988 en Gironde, les élections régionales françaises de 1986, les élections cantonales de 1986 et 1989 et les élections municipales françaises de 1989.

## Rappel des résultats de 1980
| Tête de liste  | Tête de liste        | Liste          | Voix  | %      | Sièges |  |
| -------------- | -------------------- | -------------- | ----- | ------ | ------ |  |
|                | Jean-François Pintat | UDF-RPR-CNIP   | 1 063 | 47,90  | 3      |  |
|                | Philippe Madrelle    | PS             | 965   | 43,49  | 2      |  |
|                | Jean Lafourcade      | PCF            | 191   | 8,61   |        |  |
|                |                      |                |       |        |        |  |
| Inscrits       | Inscrits             | Inscrits       | 2 245 | 100,00 |        |  |
| Abstentions    | Abstentions          | Abstentions    | 5     | 0,22   |        |  |
| Votants        | Votants              | Votants        | 2 240 | 99,78  |        |  |
| Blancs et nuls | Blancs et nuls       | Blancs et nuls | 21    | 0,94   |        |  |
| Exprimés       | Exprimés             | Exprimés       | 2 219 | 98,84  |        |  |

## Sénateurs sortants
| Sénateur | Sénateur               | Parti | Fonctions lors de l'élection en 1980                              |
| -------- | ---------------------- | ----- | ----------------------------------------------------------------- |
|          | Philippe Madrelle      | PS    | Député, président du conseil général, maire de Carbon-Blanc       |
|          | Marc Boeuf             | PS    | Conseiller général                                                |
|          | Jacques Boyer-Andrivet | UDF   | Conseiller général, conseiller municipal de Castillon-la-Bataille |
|          | Jean-François Pintat   | UDF   | Sénateur sortant, maire de Soulac-sur-Mer                         |
|          | Raymond Brun           | RPR   | Conseiller général, maire de Salles                               |

## Présentation des candidats
Les nouveaux représentants sont élus pour une législature de 9 ans au suffrage universel indirect par les 2810 grands électeurs du département. 
En Gironde, les sénateurs sont élus au scrutin proportionnel.
Les nouveaux représentants sont élus pour une législature de 9 ans au suffrage universel indirect par les 2896 grands électeurs du département. 
Dans les Bouches-du-Rhône, les sénateurs sont élus au scrutin proportionnel. 

### Parti communiste français
| N° | Candidats | Candidats         | Parti | Principale fonction                                  |
| -- | --------- | ----------------- | ----- | ---------------------------------------------------- |
| 01 |           | Jean Lafourcade   | PCF   | Conseiller général, maire de Saint-Pierre-d'Aurillac |
| 02 |           | Bernard Moncla    | PCF   |                                                      |
| 03 |           | Élie Martin       | PCF   |                                                      |
| 04 |           | Paulette Demarty  | PCF   |                                                      |
| 05 |           | Jacques Charrazac | PCF   |                                                      |

### Parti socialiste
| N° | Candidats | Candidats         | Parti | Principale fonction                                                                        |
| -- | --------- | ----------------- | ----- | ------------------------------------------------------------------------------------------ |
| 01 |           | Philippe Madrelle | PS    | Sénateur sortant, président du conseil général, conseiller régional, maire de Carbon-Blanc |
| 02 |           | Marc Boeuf        | PS    | Sénateur sortant, conseiller général                                                       |
| 03 |           | Bernard Dussaut   | PS    | Conseiller général, maire de Monségur                                                      |
| 04 |           | Joëlle Dusseau    | PS    | Conseillère régionale, conseillère générale                                                |
| 05 |           | Jean-Marie Billa  | PS    | Maire de Saint-Macaire                                                                     |

### Divers droite
| N° | Candidats | Candidats              | Parti | Principale fonction                             |
| -- | --------- | ---------------------- | ----- | ----------------------------------------------- |
| 01 |           | Jacques Boyer-Andrivet | UDF   | Sénateur sortant, conseiller général            |
| 02 |           | Bernard Ginestet       | DVD   | Maire de Margaux                                |
| 03 |           | Alain Cazabonne        | UDF   | Conseiller général, adjoint au maire de Talence |
| 04 |           | Arlette Grangier       | DVD   | Conseillère municipale de Baurech               |
| 05 |           | Michel Manciet         | DVD   | Maire de Lansac                                 |

### Union de la droite
| N° | Candidats | Candidats            | Parti | Principale fonction                                           |
| -- | --------- | -------------------- | ----- | ------------------------------------------------------------- |
| 01 |           | Jean-François Pintat | UDF   | Sénateur sortant, conseiller général, maire de Soulac-sur-Mer |
| 02 |           | Jacques Valade       | RPR   | Conseiller général, adjoint au maire de Bordeaux              |
| 03 |           | Gérard César         | RPR   | Conseiller général, maire de Rauzan                           |
| 04 |           | Jean-Georges Meyniac | CNIP  | Conseiller régional, adjoint au maire de Bordeaux             |
| 05 |           | Pierre Favre         | UDF   | Conseiller général, maire de Saint-Jean-d'Illac               |

### Front national
| N° | Candidats | Candidats             | Parti | Principale fonction                                   |
| -- | --------- | --------------------- | ----- | ----------------------------------------------------- |
| 01 |           | Jacques Colombier     | FN    | Conseiller régional, conseiller municipal de Bordeaux |
| 02 |           | Marie-Thérèse Rinaldo | FN    | Conseillère municipale de Soulac                      |
| 03 |           | Alain de Peretti      | FN    |                                                       |
| 04 |           | Jacques Labegorre     | FN    |                                                       |
| 05 |           | André Graignon        | FN    | Conseiller municipal de Gujan-Mestras                 |

## Résultats
| Tête de liste  | Tête de liste          | Liste          | Voix  | %      | Sièges |  |
| -------------- | ---------------------- | -------------- | ----- | ------ | ------ |  |
|                | Philippe Madrelle      | PS             | 1 224 | 45,65  | 3      |  |
|                | Jean-François Pintat   | UDF-RPR-CNIP   | 1 161 | 43,30  | 2      |  |
|                | Jean Lafourcade        | PCF            | 131   | 4,89   |        |  |
|                | Jacques Boyer-Andrivet | UDF            | 124   | 4,63   |        |  |
|                | Jacques Colombier      | FN             | 41    | 1,53   |        |  |
|                |                        |                |       |        |        |  |
| Inscrits       | Inscrits               | Inscrits       | 2 707 | 100,00 |        |  |
| Abstentions    | Abstentions            | Abstentions    | 13    | 0,48   |        |  |
| Votants        | Votants                | Votants        | 2 694 | 99,52  |        |  |
| Blancs et nuls | Blancs et nuls         | Blancs et nuls | 13    | 0,48   |        |  |
| Exprimés       | Exprimés               | Exprimés       | 2 681 | 99,04  |        |  |

### Sénateurs élus
| Sénateur | Sénateur             | Parti |
| -------- | -------------------- | ----- |
|          | Philippe Madrelle    | PS    |
|          | Marc Boeuf           | PS    |
|          | Bernard Dussaut      | PS    |
|          | Jean-François Pintat | UDF   |
|          | Jacques Valade       | RPR   |